# Gustavo Vegas León
Pour les articles homonymes, voir Vegas.
Gustavo Vegas León est l'une des trois paroisses civiles de la municipalité de Simón Planas dans l'État de Lara au Venezuela. Sa capitale est La Miel.

## Géographie

### Démographie
Hormis sa capitale La Miel, la paroisse civile comporte plusieurs localités, dont :
- Asentamiento El Torrellero
- Boca del Monte
- Caballito
- El Cerrito
- La Miel
- Sabana Alta